# Another State of Grace
Another State of Grace è il quarto album in studio del gruppo musicale statunitense Black Star Riders, pubblicato nel 2019.

## Tracce
1. Tonight the Moonlight Let Me Down – 3:54 (Scott Gorham, Christian Martucci, Ricky Warwick)
2. Another State of Grace – 3:39 (Martucci, Warwick)
3. Ain't the End of the World – 3:30 (Martucci, Warwick)
4. Underneath the Afterglow – 3:40 (Gorham, Jesse Siebenberg, Warwick)
5. Soldier in the Ghetto – 4:37 (Martucci, Warwick)
6. Why Do You Love Your Guns? – 4:58 (Warwick)
7. Standing in the Line of Fire – 3:08 (Robbie Crane, Martucci, Warwick)
8. What Will It Take? – 4:11 (Warwick)
9. In the Shadow of the War Machine – 3:30 (Martucci, Warwick)
10. Poisoned Heart – 3:39 (Warwick)

## Formazione
- Ricky Warwick – voce, chitarra
- Scott Gorham – chitarra
- Christian Martucci – chitarra, cori
- Robbie Crane – basso
- Chad Szeliga – batteria
- Pearl Aday – voce (traccia 8)